# Protestas en Indonesia de 2019
El 19 de agosto de 2019 comenzó una serie de protestas en Papúa, región de Indonesia que comprende las provincias de Papúa y Papúa Occidental, como respuesta a los arrestos de 43 estudiantes papúes en Surabaya por presuntamente irrespetar la bandera nacional indonesia. Muchas de las protestas involucraron a miles de participantes, y algunas se desarrollaron desde protestar el incidente en Surabaya hasta exigir un referéndum de independencia para la región. En varios lugares, las protestas se convirtieron en disturbios generales, lo que resultó en la destrucción de edificios gubernamentales como en Wamena, Sorong y Jayapura. Los enfrentamientos entre manifestantes violentos y la policía causaron heridas, con más de 30 personas muertas tanto por los enfrentamientos como por los disturbios.
En respuesta a los disturbios, el Gobierno de Indonesia había implementado un apagón en Internet en la región. Un reportero de Reuters de la oficina de Yakarta describió los disturbios como los más graves de Papúa en años.

## Antecedentes
Como estado sucesor de las Indias Orientales Neerlandesas, Indonesia reclamó todos los territorios coloniales holandeses en el Archipiélago Malayo, incluida Papúa, anteriormente conocida como Nueva Guinea Neerlandesa. La soberanía sobre la región fue transferida a Indonesia en 1969 tras el controvertido "Acta de libre elección". En los años que siguieron, se produjo una insurgencia de baja intensidad en toda la región. Después de diciembre de 2018, decenas de miles de civiles alrededor de la Regencia de Nduga fueron desplazados luego de una mayor presencia militar y de luchar con combatientes separatistas debido a una masacre de trabajadores que construían la Carretera Trans-Papúa.
En un intento por reducir las tensiones en la región, el gobierno indonesio otorgó una mayor autonomía a las provincias que la componen, con el presidente en funciones Joko Widodo (Jokowi) visitando la región seis veces desde que asumió el cargo en 2014.

## Arrestos
Luego de las protestas, decenas de personas fueron arrestadas bajo varios cargos. Solo en Jayapura, la policía informó haber arrestado a 28 sospechosos acusados de saquear y dañar edificios, entre otros. Dos estudiantes en Yakarta que presuntamente izaron la bandera de Papúa Occidental fueron arrestados bajo cargos de traición.
Cuatro ciudadanos australianos fueron deportados de Sorong por las autoridades indonesias después de haberse encontrado para participar en las protestas. El 9 de septiembre, la policía arrestó a 18 personas del dormitorio estudiantil de la Universidad de Cenderawasih en Jayapura.